# Sparkasse Kierspe-Meinerzhagen
Die Sparkasse Kierspe-Meinerzhagen ist eine Sparkasse in Nordrhein-Westfalen mit Doppelsitz in Kierspe und Meinerzhagen. Sie ist eine Anstalt des öffentlichen Rechts.

## Geschäftsgebiet und Träger
Das Geschäftsgebiet der Sparkasse Kierspe-Meinerzhagen umfasst die Städte Kierspe und Meinerzhagen im Märkischen Kreis. Träger der Sparkasse ist der Sparkassenzweckverband Kierspe-Meinerzhagen, dem beide Städte als Mitglieder angehören.

## Geschäftszahlen
Die Sparkasse Kierspe-Meinerzhagen wies im Geschäftsjahr 2024 eine Bilanzsumme von 871,95 Mio. Euro aus und verfügte über Kundeneinlagen von 509,87 Mio. Euro. Gemäß der Sparkassenrangliste 2024 liegt sie nach Bilanzsumme auf Rang 320. Sie unterhält 9 Filialen/Selbstbedienungsstandorte und beschäftigt 126 Mitarbeiter.

## Sparkassen-Finanzgruppe
Die Sparkasse Kierspe-Meinerzhagen ist Teil der Sparkassen-Finanzgruppe und gehört damit auch ihrem Haftungsverbund an. Er sichert den Bestand der Institute und sorgt dafür, dass sie auch im Fall der Insolvenz einzelner Sparkassen alle Verbindlichkeiten erfüllen können. Die Sparkasse vermittelt Bausparverträge der regionalen Landesbausparkasse, offene Investmentfonds der Deka und Versicherungen der Provinzial NordWest. Im Bereich des Leasing arbeitet die Sparkasse Kierspe-Meinerzhagen mit der  Deutschen Leasing zusammen. Die Funktion der Sparkassenzentralbank nimmt die Landesbank Hessen-Thüringen wahr.